# بوستون سلتیکس در فصل ۴۷–۱۹۴۶
فصل ۴۷–۱۹۴۶ بوستون سلتیکس نخستین فصل حضور این تیم در اتحادیهٔ ملی بسکتبال (بی‌ای‌ای/ان‌بی‌ای) می‌باشد. سلتیکس در نخستین بازی فصل در روز ۲ نوامبر با حساب ۵۳–۵۹ به پراویدنس استیمرولرز باخت و نخستین پیروزی بوستون در روز ۱۶ نوامبر در بازی تورنتو هاسکیس رقم خورد، سلتیکس توانست با نتیجهٔ ۵۳–۴۹ تیم هاسکیس را شکست دهد.

## فصل عادی
در ۵ نوامبر ۱۹۴۶ بوستون نخستین بازی خود در بوستون گاردن را در حضور ۴٬۳۲۹ هوادار خود انجام داد. این بازی به سبب شکسته شدن جوب تخته بسکتبال در هنگام گرم کردن بازیکنان، یک ساعت به تأخیر افتاد. پس از بازسازی چوب تخته بسکتبال، سلتیکس با نتیجهٔ ۵۷–۵۵ از شیکاگو استگز شکست خورد..

### جدول رده‌بندی فصل
| # | بخش شرق             | بخش شرق | بخش شرق | بخش شرق  | بخش شرق       |
| # | تیم                 | برد     | باخت    | درصد برد | بازی‌های پشت‌سر |
| - | ------------------- | ------- | ------- | -------- | ------------- |
| ۱ | x-واشینگتن کاپیتالز | ۴۹      | ۱۱      | ۰٫۸۱۷    | –             |
| ۲ | x-فیلادلفیا واریرز  | ۳۵      | ۲۵      | ۰٫۵۸۳    | ۱۴            |
| ۳ | x-نیویورک نیکس      | ۳۳      | ۲۷      | ۰٫۵۵۰    | ۱۶            |
| ۴ | پراویدنس استیمرولرز | ۲۸      | ۳۲      | ۰٫۴۶۷    | ۲۱            |
| ۵ | بوستون سلتیکس       | ۲۲      | ۳۸      | ۰٫۳۶۷    | ۲۷            |
| ۶ | تورنتو هاسکیس       | ۲۲      | ۳۸      | ۰٫۳۶۷    | ۲۷            |

### رکورد برابر رقیبان
| رکوردهای بی‌ای‌ای ۴۷–۱۹۴۶ | رکوردهای بی‌ای‌ای ۴۷–۱۹۴۶ | رکوردهای بی‌ای‌ای ۴۷–۱۹۴۶ | رکوردهای بی‌ای‌ای ۴۷–۱۹۴۶ | رکوردهای بی‌ای‌ای ۴۷–۱۹۴۶ | رکوردهای بی‌ای‌ای ۴۷–۱۹۴۶ | رکوردهای بی‌ای‌ای ۴۷–۱۹۴۶ | رکوردهای بی‌ای‌ای ۴۷–۱۹۴۶ | رکوردهای بی‌ای‌ای ۴۷–۱۹۴۶ | رکوردهای بی‌ای‌ای ۴۷–۱۹۴۶ | رکوردهای بی‌ای‌ای ۴۷–۱۹۴۶ | رکوردهای بی‌ای‌ای ۴۷–۱۹۴۶ |
| تیم                     | BOS                     | CHI                     | CLE                     | DET                     | NYK                     | PHI                     | PIT                     | PRO                     | STL                     | TOR                     | WAS                     |
| ----------------------- | ----------------------- | ----------------------- | ----------------------- | ----------------------- | ----------------------- | ----------------------- | ----------------------- | ----------------------- | ----------------------- | ----------------------- | ----------------------- |
| بوستون سلتیکس           | —                       | ۰–۶                     | ۲–۴                     | ۳–۳                     | ۴–۲                     | ۱–۵                     | ۵–۱                     | ۱–۵                     | ۱–۵                     | ۴–۲                     | ۱–۵                     |
| شیکاگو استگز            | ۶–۰                     | —                       | ۵–۱                     | ۳–۳                     | ۳–۳                     | ۵–۱                     | ۶–۰                     | ۳–۳                     | ۳–۴                     | ۴–۲                     | ۱–۵                     |
| کلیولند ریبلز           | ۴–۲                     | ۱–۵                     | —                       | ۴–۲                     | ۴–۲                     | ۳–۳                     | ۴–۲                     | ۲–۴                     | ۱–۵                     | ۶–۰                     | ۱–۵                     |
| دیترویت فالکونز         | ۳–۳                     | ۳–۳                     | ۲–۴                     | —                       | ۱–۵                     | ۲–۴                     | ۳–۳                     | ۲–۴                     | ۰–۶                     | ۳–۳                     | ۱–۵                     |
| نیویورک نیکس            | ۲–۴                     | ۳–۳                     | ۲–۴                     | ۵–۱                     | —                       | ۲–۴                     | ۶–۰                     | ۴–۲                     | ۴–۲                     | ۳–۳                     | ۲–۴                     |
| فیلادلفیا واریرز        | ۵–۱                     | ۱–۵                     | ۳–۳                     | ۴–۲                     | ۴–۲                     | —                       | ۵–۱                     | ۴–۲                     | ۳–۳                     | ۵–۱                     | ۱–۵                     |
| پیتسبورگ آیرونمن        | ۱–۵                     | ۰–۶                     | ۲–۴                     | ۳–۳                     | ۰–۶                     | ۱–۵                     | —                       | ۳–۳                     | ۱–۵                     | ۳–۳                     | ۱–۵                     |
| پراویدنس استیمرولرز     | ۵–۱                     | ۳–۳                     | ۴–۲                     | ۴–۲                     | ۲–۴                     | ۲–۴                     | ۳–۳                     | —                       | ۲–۴                     | ۳–۳                     | ۰–۶                     |
| سنت لوئیس بامبرز        | ۵–۱                     | ۴–۳                     | ۵–۱                     | ۶–۰                     | ۲–۴                     | ۳–۳                     | ۵–۱                     | ۴–۲                     | —                       | ۲–۴                     | ۲–۴                     |
| تورنتو هاسکیس           | ۲–۴                     | ۲–۴                     | ۰–۶                     | ۳–۳                     | ۳–۳                     | ۱–۵                     | ۳–۳                     | ۳–۳                     | ۴–۲                     | —                       | ۱–۵                     |
| واشینگتن کاپیتالز       | ۵–۱                     | ۵–۱                     | ۵–۱                     | ۵–۱                     | ۴–۲                     | ۵–۱                     | ۵–۱                     | ۶–۰                     | ۴–۲                     | ۵–۱                     | —                       |

## آمارهای بازیکنان

### فصل
| بازیکن         | GP | GS | MPG | FG%   | 3P% | FT%   | RPG | AST | SPG | BPG | PPG  |
| -------------- | -- | -- | --- | ----- | --- | ----- | --- | --- | --- | --- | ---- |
| Connie Simmons | ۶۰ |    |     | ۰٫۳۲۰ |     | ۰٫۶۷۷ |     | ۶۲  |     |     | ۱۰٫۳ |
| Al Brightman   | ۵۸ |    |     | ۰٫۲۵۶ |     | ۰٫۶۲۷ |     | ۶۰  |     |     | ۹٫۸  |
| Wyndol Gray    | ۵۵ |    |     | ۰٫۲۹۲ |     | ۰٫۵۸۱ |     | ۴۷  |     |     | ۶٫۴  |
| Art Spector    | ۵۵ |    |     | ۰٫۲۶۷ |     | ۰٫۵۵۳ |     | ۴۶  |     |     | ۶٫۰  |
| Jerry Kelly    | ۴۳ |    |     | ۰٫۲۹۱ |     | ۰٫۶۶۷ |     | ۲۴  |     |     | ۶٫۰  |
| Charlie Hoefer | ۳۵ |    |     | ۰٫۲۴۱ |     | ۰٫۶۳۴ |     | ۲۴  |     |     | ۶٫۰  |
| Red Wallace    | ۲۴ |    |     | ۰٫۲۴۶ |     | ۰٫۴۳۸ |     | ۲۰  |     |     | ۵٫۵  |
| Johnny Simmons | ۶۰ |    |     | ۰٫۲۸۰ |     | ۰٫۶۱۴ |     | ۲۹  |     |     | ۵٫۳  |
| چاک کانرس      | ۴۹ |    |     | ۰٫۲۴۷ |     | ۰٫۴۶۴ |     | ۴۰  |     |     | ۴٫۶  |
| Jack Garfinkel | ۴۰ |    |     | ۰٫۲۶۶ |     | ۰٫۶۰۷ |     | ۵۸  |     |     | ۴٫۵  |
| Harold Kottman | ۵۳ |    |     | ۰٫۳۱۴ |     | ۰٫۴۶۵ |     | ۱۷  |     |     | ۳٫۱  |
| Warren Fenley  | ۳۳ |    |     | ۰٫۲۲۵ |     | ۰٫۵۱۱ |     | ۱۶  |     |     | ۲٫۶  |
| Tony Kappen    | ۱۸ |    |     | ۰٫۲۷۵ |     | ۰٫۶۳۲ |     | ۶   |     |     | ۴٫۱  |
| Virgil Vaughn  | ۱۷ |    |     | ۰٫۱۹۲ |     | ۰٫۵۳۶ |     | ۱۰  |     |     | ۲٫۶  |
| Mel Hirsch     | ۱۳ |    |     | ۰٫۲۰۰ |     | ۰٫۵۰۰ |     | ۱۰  |     |     | ۱٫۵  |
| Dick Murphy    | ۷  |    |     | ۰٫۰۵۹ |     | ۰٫۰۰۰ |     | ۳   |     |     | ۰٫۹  |
| Moe Becker     | ۶  |    |     | ۰٫۲۲۷ |     | ۰٫۷۵۰ |     | ۱   |     |     | ۲٫۲  |
| Bob Duffy      | ۶  |    |     | ۰٫۲۸۶ |     | ۱٫۰۰۰ |     | ۰   |     |     | ۱٫۳  |
| Hal Crisler    | ۴  |    |     | ۰٫۳۳۳ |     | ۱٫۰۰۰ |     | ۰   |     |     | ۱٫۵  |
| Don Eliason    | ۱  |    |     | ۰٫۰۰۰ |     | –     |     | ۰   |     |     | ۰٫۰  |

## نقل و انتقالات

### داد و ستد
| ۱۲ دسامبر ۱۹۴۶ | به بوستون سلتیکسMoe Becker     | به پیتسبورگ آیرونمنTony Kappen |
| ۲ ژانویه ۱۹۴۷  | به بوستون سلتیکسCharlie Hoefer | به تورنتو هاسکیسRed Wallace    |

### خریدها
| بازیکن         | تاریخ خریده شدن | تیم پیشین     |
| -------------- | --------------- | ------------- |
| Jack Garfinkel | ۱۶ ژانویه ۱۹۴۷  | راچستر رویالز |